# Good Girl Gone Bad: The Remixes
Good Girl Gone Bad: The Remixes — первый альбом ремиксов американской певицы Рианны. Он был выпущен 27 января 2009 года на лейбле Def Jam Recordings. Альбом содержит клубные ремиксы треков из третьего студийного альбома Рианны Good Girl Gone Bad и его переиздания Good Girl Gone Bad: Reloaded. Песни были ремикшированы разными продюсерами и диджеями, такими как Moto Blanco, Tony Moran, Soul Seekerz и Wideboys. Ремиксы появляются в виде сокращённых версий вместо полных. Сборник получил смешанные отзывы от музыкальных критиков; альбом был рекомендован для фанатов, которые ждали выхода следующего студийного альбома Рианны. The Remixes достиг 106 места в чарте Billboard 200 и четвёртого места в чарте Dance/Electronic Albums. Он был признан 22-м самым продаваемым альбомом 2009 года в чарте Dance/Electronic Albums, и на июль 2010 года было продано 49 000 копий в США.

## Предпосылки
Американское издание Rap-Up объявило 21 декабря 2008 года, что Рианна выпустит свой первый альбом ремиксов под названием Good Girl Gone Bad: The Remixes в конце января 2009 года. Обложка, созданная Сиаррой Пардо, и официальная дата релиза были объявлены два дня спустя. Def Jam Recordings выпустили альбом в Соединённых Штатах 27 января 2009 года на CD, в цифровом и виниловом форматах. Позже проект был выпущен в Соединённом Королевстве 9 февраля 2009 года. Сборник состоит из электронных танцевальных ремиксов треков с третьего студийного альбома Рианны Good Girl Gone Bad и двух песен с его переиздания Good Girl Gone Bad: Reloaded. Все треки стандартного издания оригинального альбома были ремикшированы для этого альбома, за исключением треков «Lemme Get That», «Rehab» и «Sell Me Candy».
Ремиксы были сделаны продюсерами и диджеями Moto Blanco, Тони Мораном, Soul Seekerz, Wideboys, Jody den Broeder, Полом Эмануэлем, Хаджи Шеймусом, K-Klass, Lindbergh Palace и Уорреном Риггом. Soul Seekerz и Wideboys сделали больше всех ремиксов, по три трека каждый — «Breakin' Dishes», «Good Girl Gone Bad» и «Say It» были ремикшированы Soul Seekerz, в то время как Wideboys сделали ремиксы «Shut Up and Drive», «Question Existing» и «Don’t Stop the Music». Однако на задней обложке ремикс Wideboys на песню «Don’t Stop the Music» ошибочно приписан Jody den Broeder. Ремикс Broeder на этот трек был выпущен, но не был включён в альбом. Трек-лист представляет собой переработанную версию бонусного диска из европейского делюкс-издания Good Girl Gone Bad. Однако, The Remixes исключают ремиксы на сингл «SOS» с альбома A Girl like Me и на бонус-треки с Good Girl Gone Bad «Cry» и «Haunted» в пользу ремиксов на «Disturbia» и «Take a Bow» из переиздания Good Girl Gone Bad: Reloaded. Кроме того, был добавлен второй ремикс на песню «Umbrella» от Lindberg Palace. В то время как бонусный диск для оригинального альбома включает полноформатные ремиксы, The Remixes включают только радиоредакции, что сократило оригинальные версии на три-четыре минуты.

## Критический приём
Отзывы на Good Girl Gone Bad: The Remixes в целом были неоднозначными. Джейми Николс из журнала Noize Magazine был настроен позитивно и заметил, что «на самом деле есть что… ценить здесь». Автор отметил, что радиоредакции, возможно, использовались для того, чтобы «сделать его более понятным для масс, которые не понимают полноформатных миксов». В обзоре для Rhapsody Рэйчел Девитт кратко прокомментировала, что Рианна получает «ещё больше удовольствия от своего феноменального, хитового третьего альбома» с компиляцией ремиксов. Критик журнала Between the Lines Крис Аззопарди дал смешанный обзор, написав: «Выжимая её альбом 2007 года, Good Girl Gone Bad, в третий раз, диск из 12 треков (вставьте здесь хмурый взгляд) полностью отредактирован для радио». Рецензент расценил контент как «в основном тщательно подготовленный», назвав в качестве примеров два ремикса на «Umbrella» и ускоренный «Push Up on Me». Энди Келлман из AllMusic также неоднозначно отозвался о компиляции, назвав её «одновременно прибылью и упущенной возможностью». Келлману понравилось, что лейбл выбрал радиоредакции вместо полноформатных версий, отметив: «Правки … возможно, были выбраны для того, чтобы ещё больше подчеркнуть альтернативное положение диска по сравнению с оригинальным набором … он больше похож на настоящий альбом, чем на стандартную разрозненную компиляцию ремиксов». Келлман рекомендовал альбом фанатам, которые «устали от оригинального альбома», отметив, что «диск, безусловно, поможет скоротать время перед четвёртым альбомом Рианны».

## Коммерческий приём
В Соединённых Штатах Good Girl Gone Bad: The Remixes дебютировал и достиг пика на 106-м месте в Billboard 200 с продажами за первую неделю чуть менее 5000 копий. Он также дебютировал на четвёртой строчке в чарте Dance/Electronic Albums. В конечном счёте, альбом оставался в чарте Dance/Electronic Albums в общей сложности 18 недель и занял 22-е место в чарте на конец 2009 года. Он также достиг 59-го места в чарте Top R&B/Hip-Hop Albums. По данным Nielsen SoundScan, к июлю 2010 года The Remixes разошёлся тиражом 49 000 копий в США.

## Список композиций
| №                   | Название                                                    | Автор(ы)                                                                          | Продюсер(ы)                              | Длительность |
| ------------------- | ----------------------------------------------------------- | --------------------------------------------------------------------------------- | ---------------------------------------- | ------------ |
| 1.                  | «Umbrella» (при участии Jay-Z) (Seamus Haji & Paul Emanuel) | Шон Картер Кук Харелл Териус Нэш Кристофер «Трики» Стюарт                         | Стюарт Шеймус Хаджи ^ Пол Эммануэль^     | 3:58         |
| 2.                  | «Disturbia» (Jody den Broeder)                              | Роберт Аллен Андре Мерритт Крис Браун Брайан Кеннеди                              | Кеннеди Jody den Broeder^                | 3:52         |
| 3.                  | «Shut Up and Drive» (Wideboys)                              | Карл Стеркен Эван Роджерс Бернард Самнер Питер Хук Стивен Моррис Джиллиан Гилберт | Стеркен Роджерс Wideboys ^               | 3:39         |
| 4.                  | «Don’t Stop the Music» (Wideboys**)                         | Миккель С. Эриксен Тор Эрик Хермансен Таванна Дэбни Майкл Джексон                 | Stargate Wideboys^                       | 3:10         |
| 5.                  | «Take a Bow» (Tony Moran & Warren Rigg)                     | Хермансен Эриксен Шаффер Смит                                                     | Stargate Ne-Yo Тони Моран ^ Уоррен Ригг^ | 4:02         |
| 6.                  | «Breakin' Dishes» (Soul Seekerz)                            | Стюарт Нэш                                                                        | Стюарт Soul Seekerz ^                    | 3:19         |
| 7.                  | «Hate That I Love You» (при участии Ne-Yo) (K-Klassic)      | Смит Эриксен Хермансен                                                            | Stargate K-Klass ^                       | 3:58         |
| 8.                  | «Question Existing» (Wideboys)                              | Смит Ши Тейлор Картер                                                             | Тейлор Ne-Yo* Wideboys^                  | 3:40         |
| 9.                  | «Push Up on Me» (Moto Blanco)                               | Дж. Р. Ротем Макеба Риддик Лайонел Ричи Синтия Вейль                              | Ротем Moto Blanco ^                      | 3:28         |
| 10.                 | «Good Girl Gone Bad» (Soul Seekerz)                         | Смит Хермансен Эриксен Лене Марлин                                                | Stargate Soul Seekerz^                   | 3:29         |
| 11.                 | «Say It» (Soul Seekerz)                                     | Риддик Квадир Аткинсон Эварт Браун Клифтон Дилан Слай Данбар Брайан Томпсон       | Neo Da Matrix Soul Seekerz^              | 4:21         |
| 12.                 | «Umbrella» (при участии Jay-Z) (Lindberg Palace)            | Картер Харелл Нэш Стюарт                                                          | Стюарт Lindbergh Palace^                 | 3:53         |
| Общая длительность: | Общая длительность:                                         | Общая длительность:                                                               | Общая длительность:                      | 44:48        |

(^) обозначает ремиксера и дополнительного продюсера
(**) ошибочно припысывают Jody den Broeder

## Участники записи
Из буклета Good Girl Gone Bad: The Remixes.

| - Роберт Аллен — авторство - Джоуи Арбаги — A&R ремиксов - Квадир Аткинсон — авторство - Крис Браун — бэк-вокал, авторство - Эварт Браун — авторство - Джей Браун — A&R - The Carter Administration — исполнительное производство - Шон Картер — авторство - Джон Коэн — клавишные - Эдди Крейг — дополнительное производство, ремикширование - Кевин «KD» Дэвис — микширование - Jody den Broeder — дополнительное производство, ремикширование - Роберто Дэстер — фотографии - Клифтон Диллон — авторство - Слай Данбар — авторство - Пол Эмануэль — дополнительное производство, ударные, клавишные, ремикширование - Миккель Сторлил Эриксен — запись, авторство - Джиллиан Гилберт — авторство - Шеймус Хаджи — ударные, клавишные, дополнительное производство, ремикширование - Кук Харелл — запись, авторство, продюсирование вокала - Дэнни Харрисон — дополнительное производство, ремикширование - Эл Хембергер — микширование, запись - Тор Эрик Хермансен — авторство - Энди Хики — клавишные - Питер Хук — авторство - Майкл Джексон — авторство - Джулиан Джоха — гитара - Тереза Джозеф — администрация A&R - Дуг Йосвик — производство упаковки - K-Klass — дополнительное производство, ремикширование - Брайан Кеннеди — продюсирование - Саймон Лэнгфорд — дополнительное производство, клавишные, ремикширование - Дэниэл Лапорт — запись - Фабьен Лейс — администрация A&R - Lindbergh Palace — ремикширование - Дебора Маннис-Гарднер — агент по очистке семплов - Мэнни Маррокин — микширование - Андре Меритт — авторство, бэк-вокал | - Тони Моран — инжиниринг, ремикширование - Расс Морган — дополнительное производство, ремикширование - Стивен Моррис — авторство - Moto Blanco — дополнительное производство, ремикширование - Джулиан Наполитано — дополнительное производство, клавишные, ремикширование - Ne-Yo — продюсирование, продюсирование вокала - Neo Da Matrix — продюсирование - Грег Оган — запись - Сиара Пардо — художественное направление, дизайн - Лайонел Ричи — авторство - Макеба Риддик — авторство, продюсирование вокала - Коррен Ригг — инжиниринг, ремикширование - Пол Робертс — продюсирование, ремикширование - Дж. Питер Робинсон — художественное направление, дизайн - Эван Роджерс — исполнительное производство, продюсирование, авторство - Дж. Р. Ротем — продюсирование, авторство - Брайан Силс — авторство - Джордж Сиера — запись - Артур Смит — дополнительное производство, ремикширование - Шаффер Смит — авторство - Тайран «Тай-Тай» Смит — A&R - Soul Seekerz — ремикширование - Stargate — продюсирование - Кристофер «Трики» Стюарт — авторство, продюсирование - Карл Старкен — исполнительное производство, продюсирование, авторство - Джим Салливан — дополнительное производство, ремикширование - Бернард Самнер — авторство - Фил Тэн — микширование - Ши Тейлор — продюсирование, авторство - Брайан Томпсон — авторство - Майк Точчи — запись, надзор за инжинирингом - Маркос Товар — надзор за инжинирингом - Эндрю Вестола — запись - Синтия Вейл — авторство - Wideboys — дополнительное производство, ремикширование - Эндрю Уильямс — дополнительное производство, инжиниринг, ремикширование - Леон Зервос — мастеринг |

## Позиции в чартах
| Чарт (2009)                | Пик |
| -------------------------- | --- |
| Польша                     | 32  |
| US Billboard 200           | 106 |
| US Dance/Electronic Albums | 4   |
| US Top R&B/Hip-Hop Albums  | 59  |

| Чарт (2009)                | Позиция |
| -------------------------- | ------- |
| US Dance/Electronic Albums | 22      |